# Ubikinon
Ubikinón so odkrili leta 1957 v mitohondrijih goveda. Odkril ga je Fred Crane. Njegovo kemično strukturo so identificirali nekaj let pozneje. Človeški ubikinon, imenovan tudi koencím Q10 (okrajšava CoQ10), je kemično 2,3-dimetoksi-5-metil-6-dekaprenil benzokinon. Pri ljudeh ubikinon vsebuje deset izoprenskih enot, pri podganah in miših pa prevladuje oblika z devet izoprenskimi enotami.
Topen je v lipidih. Najdemo ga v vseh celicah (ubikvitaren) evkariontov in v skoraj vseh celicah prokariontov, razen v nekaterih bakterijah in glivah. Koncentracije pa precej variirajo. Ker ubikinon sintetizira večina človeških organov, ga navadno ne štejemo med vitamine, razen pri starejših in bolnih ljudeh, kadar ga nastaja premalo.
CoQ10 ni pravi vitamin, saj ga človeško telo ustvarja samo. Dokazano pa je, da se nastajanje z leti zmanjšuje. Priporočena dnevna doza je 30 mg, za terapevtske namene pa je doza veliko večja, čez 100 mg. Med uživanjem ubikinona in ubikinola ni pomembnih razlik, obstajajo pa oblike z različno biorazpoložljivostjo. Kadar v telesu ni pomanjkanja, uživanje ubikinona ni smiselno; za indikacije ob posameznih boleznih in v starosti pa bo treba opraviti še veliko dobro zasnovanih kliničnih študij z večjim številom pacientov.

## Sinteza
CoQ10 se sintetizira v telesu. Sinteza vključuje tri glavne stopnje: iz tirozina ali fenilalanina poteka sinteza benzokinona; sinteza izoprenske verige poteka s pomočjo acetilkoencima A preko mevalonatne poti; tretji korak pa je sklopitev teh struktur. Acetil koencim A je udeležen tako pri sintezi holesterola kot tudi CoQ10. Za sintezo pa so pombni tudi vitamin B6, B12, vitamin C, folna kislina, niacinamid in pantotenska kislina.

## Metabolične funkcije
Primarno se nahaja na notranji mitohondrijski membrani, kjer je nujno potreben za produkcijo ATP (ki je potrebna za vse vitalne celične funkcije). V procesu dihalne verige prenaša elektrone iz flavoproteinov (NADH ali sukcinat) do citokromov preko citokroma b5.
To funkcijo opravlja tako, da prehaja iz oksidirane oblike (1,4-kinon) do reducirane oblike (1,4-dihidroksibenzen).
Kompleks I (NADH-dehidrogenaza) katalizira prenos elektronov iz NADH do ubikinona. Od NADH prejme dva elektrona, ki jih odda CoQ10. Hkrati se prenesejo protoni v medmembranski prostor. Prav tako CoQ10 elektrone iz FADH2 odda tudi kompleks II. V naslednjem delu se elektroni prenesejo iz ubikinola na citokrom bc1, kompleks III. Sledi prenos na citokrom c. Iz citokroma c pa sledi prenos elektronov preko kompleksa IV na do O2. Citokromi so proteinski prenašalci elektronov, imajo prostetično skupino hem, ki lahko v posameznem ciklu sprejme ali odda le po en elektron, medtem ko CoQH2 lahko odda dva elektrona. Ubikinon in ubikinol sta oba prosto gibljiva v membrani in lahko preneseta elektrone iz komleksa I in II do komleksa III.
Ker vlogo koencima Q10 v telesu določa prav redoks ravnotežje med ubikinonsko in ubikinolno obliko, nobena od obeh oblik ne more biti obravnavana kot prednostna. Zažita oblika koencima Qq10 (ubikinon / ubikinol) torej nikakor ne vpliva na funkcijo CoQ10 v telesu, saj takoj po absorpciji ubikinona pride do spontane redukcije, zaradi česar se CoQ10 v krvni plazmi pojavi pretežno v reducirani obliki (ne glede na to katera oblika se zaužijete). V znanstveni literaturi tudi ni nobenih opažanj, da bi na učinkovitost pretvorbe ubikinona v ubikinol kakorkoli vplivala starost ljudi, niti ne, da bi s starostjo padala tvorba endogenega ubikinola bolj kot ubikinona. Drži pa, da obstajajo različne oblike koencima Q10 z različno biorazpoložljivostjo, in da s staranjem koncentracija Q10 v nekaterih organih začne upadati (Glej poglavje spodaj: Biološka uporabnost).

### Koencim Q10 kot antioksidant
Ugotovljeno je bilo, da sodeluje CoQ10 pri oksidoredukcijskih reakcijah tudi v drugih celičnih membranah, npr. lizosomih, Golgijevem aparatu, itd. V mitohondijih in lizosomih sodeluje pri prenosu protonov preko membrane, pri čemer se tvori protonski gradient. Prisotnost visokih koncentracij kinola(reducirana oblika kinona) v vseh membranah predstavlja osnovo za antioksidativno delovanje preko direktne reakcije z radikali ali preko regeneracije tokoferola in askorbata.
CoQ10 je v membranah lociran v bližini nesaturiranih lipidnih verig, kjer deluje kot primarni lovilec radikalov. Še bolj pomembna pa je prisotnost  encimov v vseh membranah, ki reducirajo kinonski radikal, ki nastane v reakcijah z lipidnimi ali oksidnimi radikali. Znani so vsaj trije taki encimi. To so: NADH citokrom b5 reduktaza, NADH/NADPH oksidoreduktaza in NADPH koencim Q reduktaza. V mitohondrijih lahko NADH in sukcinat dehindrogenaza zadržujeta CoQ10 delno reduciran.

### Povezave s tokoferolom
Struktura 6-kromanolskega dela CoQ  je zelo podobna oksidirani obliki vitamina E (tokoferilkinon). Razlika je v dveh metoksi skupinah na CoQ namesto dveh metilnih skupin na tokoferilkinonskem obroču.
Brez CoQ bi bila regeneracija tokoferola zelo slaba. Kinol reducira tokoferolne radikale, ki nastanejo pri reakciji z lipidnimi ali kisikovimi radikali nazaj v tokoferol. Količina CoQ v mnogih membranah je trikrat do tridesetkrat večja od vsebnosti tokoferola. Ubikinol inhibira lipidno peroksidacijo v membranah celic in v LDL (lipoproteini nizke gostote) in ščiti tudi membranske proteine pred oksidativnimi poškodbami. Obstajajo dokazi, da je lahko transport elektronov odvisen od CoQ uporaben za regeneracijo askorbata zunaj celice. Askorbat znotraj celice se lahko regenerira z glutationom.
Direkten dokaz učinkovitosti koencima Q kot antioksidanta je pri kvasovkah s pomanjkanjem le-tega zaradi mutacije in s tem pomanjkljive sinteze. Pride do povečane tvorbe peroksida v primerjavi z normalnimi kvasovkami.
- CoQ10 je nujen za tvorbo energije
- deluje antioksidativno
- regenerira druge antioksidante
- stimulira rast celic in inhibira celično apoptozo
- Zmanjšana biosinteza lahko povzroči pomanjkanje[5]